# Johannes Michael Nagonius
Johannes Michael Nagonius (ca. 1450, - ca. 1510) was een Engels humanist en dichter.

## Levensloop
Over deze humanist is maar weinig gepubliceerd. In zijn thesis Tu Alter Caesar Eris: Maximilian I, Vladislav II, Johannes Michael Nagonius and the Renovatio Imperii  heeft Paul Gareth Gwynne zijn werk onder de aandacht willen brengen.
Nagonius verbleef gedurende zijn leven aan diverse Europese hoven, waar hij in opdracht van de vorsten lofredes schreef op de optredens van de vorsten. Hierbij werden de heldendaden voornamelijk vergeleken met die van Julius Caesar. Overgeleverd zijn lofredes op het leven van keizer Maximiliaan I, Wladislaus II van Hongarije, Hendrik VII van Engeland, Lodewijk XII van Frankrijk en paus Julius II. Maar ook andere adellijke heersers (prinsen en de doge van Venetië) maakten gebruik van Nagonius’ diensten.
De manuscripten van de redes, persoonlijk aangeboden door Nagonius aan de vorsten, werden geïllustreerd met miniaturen.
Dat Nagonius in opdracht schreef blijkt uit een vergelijking die gemaakt werd tussen de lofredes ter ere van Maximiliaan I en diens tegenstander Wladislaus II. Werd Maximiliaan in de ene rede beschreven als de dappere en triomfantelijke held, in de rede ter ere van Wladislaus II is Maximiliaan niets meer dan een laffe misdadiger.
In het lofdicht ter ere van de overwinning van paus Julius II op Bologna (1506), door Nagonius omschreven als de “Triomf der pausen”, wordt de paus opgeroepen tot een nieuwe kruistocht, waarbij Julius II zou moeten optreden als de nieuwe Caesar.